# Abd-al-Rahman ibn Khalid
Abd-al-Rahman ibn Khalid (616-667) fue el hijo del general árabe Khalid ibn Walīd, omeia que perteneció a los taba'een. Luchó contra Alí en la batalla de Siffin bajo el mando de Muawiya.